# Auditel
L'Auditel è una società nata a Milano il 3 luglio 1984 per raccogliere e pubblicare dati sull'ascolto televisivo italiano. Il rilevamento è iniziato il 7 dicembre 1986 e i dati di ascolto sono diventati nel tempo la misura del successo o dell'insuccesso delle trasmissioni televisive italiane.
In precedenza questi rilevamenti erano forniti dall'Istel (Indagine sull'ascolto televisivo), un tipo di indagine, svolta da alcuni istituti come Doxa, Abacus e Makrotest, che aveva come committenti le maggiori aziende che operavano nel settore televisivo, compresa la Rai e la Fininvest.

## La proprietà dell'azienda
La proprietà della società è divisa in quote del 33% per le tre componenti fondamentali: televisione pubblica (Rai), emittenza privata (di cui Mediaset detiene la quota di controllo), aziende che investono in pubblicità (Utenti Pubblicità Associati) con agenzie e centrali media (Aziende delle comunicazioni unite); il restante 1% è di proprietà della Federazione Italiana Editori Giornali (FIEG). Sky Italia non è presente.
Il CdA dell'azienda è composto da 30 consiglieri. Dal 23 aprile 2024 il Presidente di Auditel è Lorenzo Sassoli de Bianchi (UPA); il Direttore Generale è Paolo Lugiato.

## Il rilevamento degli ascolti televisivi

### Dal 1986 al 2000
La società AGB Nielsen, per conto di Auditel, ha installato nelle case di circa 5.200 famiglie italiane, corrispondenti a 14.000 individui un piccolo apparecchio, il meter, collegato ad ogni televisore dell'abitazione e alla linea telefonica, che registra su quale canale è sintonizzato il televisore. Il campione (panel), rappresentativo della popolazione italiana con più di 4 anni, è aumentato nel tempo: dalle poco più di 600 famiglie dei primi mesi dall'avvio delle rilevazioni, si è passati alle 2.420 famiglie del 1º gennaio 1989, alle 5.070 del 1º agosto 1997.
Ogni membro della famiglia deve segnalare la propria presenza davanti al televisore tramite un particolare telecomando: in questo modo il meter registra sia quale programma è visto, che anche da chi è visto. Il meter è composto da 3 unità: la monitor detection unit (MDU), che rileva lo stato di accensione e spegnimento dell'apparecchio televisivo, il canale su cui esso è sintonizzato; l'handset ("telecomando"), attraverso il quale la famiglia-campione seleziona il numero di persone che guardano la televisione; il meter vero e proprio, unità centrale di memoria, che trasmette i dati delle MDU provenienti dai vari televisori della famiglia-campione alla centrale attraverso la linea telefonica. Da alcuni anni è stato aggiunto un sistema semplificato in cui non è presente il telecomando "headset" necessario indicare le persone. I dati vengono poi elaborati al computer centrale di Milano e pubblicati la mattina seguente poco dopo le ore 10.
Da più parti e con motivazioni diverse le scelte e i criteri dell'Auditel per fissare i dati di ascolto sono stati contestati. I primi rilievi sono stati posti dalle Associazioni dei Consumatori che hanno investito il TAR del Lazio.
Alcuni studi effettuati da istituti di statistica indipendenti hanno evidenziato la totale inattendibilità dei dati forniti con il sistema di rilevazione adottato, sbilanciato a favore del "duopolio Rai-Mediaset".
La contestazione dei dati Auditel è cominciata, in maniera organica, con un'inchiesta di Giulio Gargia sul settimanale Cuore, allora diretto da Stefano Disegni. Il giornalista riuscì a intervistare una ventina di famiglie del panel Auditel. Dalle testimonianze vennero fuori le distorsioni nell'uso del meter che rendevano inattendibile i dati immessi già dalla loro formazione.
Un episodio clamoroso, finito sulle prime pagine de la Repubblica e La Stampa fu quello del 15 luglio 2000, quando, secondo i dati Auditel, tra le 21:03 e le 21:18, più di tre milioni di telespettatori erano sintonizzati su Rai 1, mentre Katia e Mara verso l'Oriente, evento televisivo all'aperto condotto da Mara Venier e Katia Ricciarelli in diretta da Lecce fu interrotto dalla pioggia e dal segnale orario. L'Auditel ha smentito ciò, sostenendo che il pubblico sia comunque calato nel corso dell'interruzione, passando da oltre 3 milioni a poco più di un milione e mezzo, e che a formare il valore medio d'ascolto hanno contribuito anche telespettatori che, prima dell'interruzione, non erano su RAI 1 e vi sono arrivati, o accendendo direttamente sulla rete o facendo zapping da altri canali.

### L'intervento del governo nel 2006
Nell'ottobre 2006 il consiglio dei Ministri nell'ambito della riforma della legge Gasparri sul settore televisivo ha affrontato il tema della riforma dell'Auditel, per garantire trasparenza alle rilevazioni (e all'interesse pubblico) affinché esse rispecchino la situazione reale e non gli interessi di una o dell'altra parte.
Lo strumento scelto è l'equa ripartizione del capitale sociale per rappresentare tutti i soggetti operanti nel settore televisivo. Per evitare la concentrazione del potere nelle mani di Rai e Mediaset il ministro Paolo Gentiloni ha richiesto di allargare il Consiglio di amministrazione da 18 a 24 membri.
Il nuovo clima si è immediatamente riflesso sull'Auditel, anche senza la necessità di un intervento legislativo. Nei primi mesi del 2007 si è avuta la fissazione di nuovi criteri di rilevamento, come l'UNITAM. In particolare dall'aprile 2007 vengono pubblicati quotidianamente i dati disaggregati di alcune emittenti satellitari.
I dati delle emittenti che vengono resi disponibili, quotidianamente o mensilmente sono relativi ai canali Sky, DeAgostini Editore, Digicast, Discovery, Disney, Elemedia, Espn, Eurosport, Fox, Giglio Group, Jetix, Mtv, Rock Tv, Sitcom, Turner, Viacom, oltre ad Ab Channel, Axn, Coming Soon Television, Cooltoon, Current, E! Entertainment, Hallmark, Jimjam, Lady Channel, Match Music, MGM Channel, Puglia Channel, Rtl 102.5, Supertennis, Video Italia, Zone Fantasy.
Nel giugno 2009, nell'intera giornata, le televisioni satellitari raccoglievano complessivamente uno share 11,2%, in costante crescita rispetto al 9,6% del giugno 2008, e soprattutto all'8,2% di aprile 2007..

### Dagli anni 2010 ad oggi
Dal 1997 il campione delle 5.070 famiglie Auditel si era mantenuto sostanzialmente stabile. Il 5 giugno 2014 è stato triplicato a 15.600 famiglie ("Super panel"). Nell'ottobre 2015, a causa di un errore tecnico, sono stati resi noti i nomi delle famiglie campione, che avrebbero dovuto rimanere segreti. Per questo motivo la diffusione delle rilevazioni è stata sospesa per due settimane a partire dal 15 ottobre 2015.
Il 28 ottobre 2015 è ripresa la pubblicazione dei dati, con i rilevamenti del 27 ottobre.
Dal 30 luglio 2017 il campione delle famiglie è aumentato ancora a 16.100 famiglie (circa 41.000 individui).
Dopo aver esteso la rilevazione a tutti i dispositivi digitali, l'11 aprile 2022 l'Auditel ha annunciato di disporre della tecnologia che permette l'individuazione e la profilazione degli ascolti. Contestualmente è stato riorganizzato il comparto dell'«ascolto non riconosciuto» (giochi online, navigazione, mirroring e streaming).
Nel 2022 Auditel decide di scindere la funzione «installazione e assistenza del meter» dalle altre funzioni relative al rilevamento degli ascolti (metodologia, reclutamento del campione di famiglie, fornitura tecnica dei meter). Indice una gara e nel marzo 2023 assegna tale funzione a Covercare, mentre Nielsen mantiene l'appalto per le altre tre.

## Vicende giudiziarie
Il 14 dicembre 2011 l'Antitrust ha inflitto una sanzione di 1,8 milioni di euro ad Auditel, per abuso di posizione dominante, pratiche anticoncorrenziali, in seguito ad un reclamo presentato da Sky Italia, motivato con l'ennesimo ritardo nella comunicazione dei dati riguardante l'audience. In particolare, esso è avvenuto il venerdì, giorno successivo al programma di Michele Santoro Servizio Pubblico trasmesso su web e su piattaforme locali, nonché su Sky Italia. Nello specifico, secondo l'Antitrust, Auditel ha posto in essere tre abusi in grado di causare un pregiudizio significativo alle dinamiche competitive dei mercati della raccolta pubblicitaria su mezzo televisivo, dell'offerta dei servizi televisivi a pagamento e dell'offerta all'ingrosso di canali televisivi, avvantaggiando i suoi principali azionisti, Rai e Mediaset. Le condotte di Auditel hanno avuto un duplice effetto: da un lato hanno limitato fortemente le possibilità di crescita delle emittenti televisive che intendevano attuare strategie di erosione degli ascolti delle emittenti generaliste, anche diversificando le scelte di programmazione in funzione dei diversi comportamenti televisivi degli spettatori; dall'altro hanno protetto i canali delle principali emittenti generaliste dagli effetti negativi che sarebbero loro derivati dalla diffusione di informazioni sui dati di audience dei canali che si stavano significativamente riducendo a causa dei cambiamenti in corso. In questo modo Auditel ha garantito un vantaggio ai suoi maggiori azionisti (Rai e Mediaset), editori delle principali emittenti generaliste. L'erronea attribuzione dei dati di ascolto anche alle famiglie non dotate di apparecchi televisivi ha inoltre sovrastimato l'audience soltanto delle emittenti non trasmesse sul satellite, beneficiando in tal modo le TV dei principali azionisti di Auditel.. La sanzione è stata poi confermata dal Tar del Lazio e dal Consiglio di Stato, diventatando così definitiva nel luglio del 2014.

## I dati d'ascolto

### Le trasmissioni
Seppur senza dati ufficiali, perché raccolti solo dal 1986, la trasmissione più seguita di tutti i tempi risulta essere la finale del mondiale di Spagna 1982 tra Italia e Germania Ovest, che si stima essere stata vista da 36,7 milioni di spettatori. Stando ai dati ufficiali, tuttavia, il primato della trasmissione tv più vista di sempre spetta alla semifinale del Mondiale di Italia 1990 tra la nazionale azzurra e l'Argentina, disputata allo stadio San Paolo di Napoli 3 luglio 1990: furono 27.537.000 i telespettatori che seguirono l'evento, con una percentuale dell'87,25% di share.
Nelle prime 49 posizioni della lista dei programmi più seguiti nella storia dell'Auditel figurano esclusivamente partite di calcio, di cui 46 della nazionale italiana. In particolare 32 sono relative alle qualificazioni o alle fasi finali di campionati del mondo (7 incontri di Italia 1990, 8 di USA 1994, di cui uno di qualificazioni, 4 di Francia 1998, di cui uno spareggio, 4 di Corea-Giappone 2002, 6 di Germania 2006, 1 di Sudafrica 2010 e 2 di Brasile 2014), 14 sono relative alle fasi finali di campionati europei (1 incontro di Germania Ovest 1988 e di Inghilterra 1996, 2 incontri a testa per Belgio-Paesi Bassi 2000, Portogallo 2004 e Austria-Svizzera 2008, ben 4 partite di Polonia-Ucraina 2012 e 2 partite di Francia 2016).
Nella stessa classifica troviamo anche 3 incontri tra squadre di club in Coppa dei Campioni/UEFA Champions League: Juventus-Milan, finale dell'edizione 2002-2003, che il 28 maggio 2003 fece registrare su Canale 5 20 milioni 193 mila telespettatori e il 67,27% di share come dati medi di tutta la sfida (tempi regolamentari, supplementari e rigori), il più alto ascolto delle reti Mediaset; Milan-Steaua Bucarest, finale dell'edizione 1988-89, con 19 milioni 673 mila telespettatori e il 70,97% su Rai 1; Ajax-Juventus, finale dell'edizione 1995-96, con 19 milioni 42 mila telespettatori e il 65,89% su Canale 5.
Il programma non sportivo più visto in assoluto è, al 50º posto in classifica, il Festival di Sanremo 1995, condotto da Pippo Baudo con Anna Falchi e Claudia Koll: la seconda serata, trasmessa il 22 febbraio, ottenne 18.389.000 spettatori con il 65,42% di share.
Il miglior risultato di una fiction televisiva è stato registrato in occasione dell'ultima puntata de La piovra 4, caratterizzata dalla morte del commissario Corrado Cattani. La puntata venne trasmessa il 20 marzo 1989 su Rai 1 e seguita da 17.201.000 telespettatori con il 58,91% di share. Il film più visto di sempre è invece La vita è bella di Roberto Benigni, trasmesso in prima visione il 22 ottobre 2001 ottenendo 16 milioni 80 mila telespettatori e il 53,67%. Tra i telefilm spicca il risultato record della prima puntata de I segreti di Twin Peaks, trasmessa il 9 gennaio 1991 da Canale 5, e seguita da 11 milioni 110 mila telespettatori con il 39,38% di share.
Per quanto riguarda i programmi di intrattenimento, la finale della prima edizione del Grande fratello – trasmessa il 21 dicembre 2000 – detiene il record assoluto con 16.015.000 telespettatori e il 59,97%, ma considerando i varietà in senso tradizionale primeggia la puntata finale di Fantastico 7, trasmessa da Rai 1 il 6 gennaio 1987, seguita da 15.859.000 telespettatori e il 68,49%.
Considerando gli sport diversi dal calcio, l'evento più seguito è stato il Gran Premio degli Stati Uniti di Formula 1, il primo ad Indianapolis, disputatosi il 24 settembre 2000, con una media di 14.396.000 telespettatori e il 55,90% di share su Rai 1 dalle 19:40 alle 22:15 circa. Il 26 marzo dello stesso anno ha visto il Gran Premio del Brasile segnare dati medi da record: infatti fu seguito da 14.086.000 telespettatori medi con uno share del 60,74%, e questo dalle 18:45 alle 21:05 circa. Gli orari indicati qui comprendono, pre e post gara, nonché la gara stessa.
Nel motociclismo il record è da attribuire al Gran Premio della Comunità Valenciana dell'8 novembre 2015, decisivo per l’assegnazione del mondiale che vedeva Valentino Rossi in testa in classifica iridata, con 9.674.000 telespettatori e il 47,6% di share su Sky Sport, Cielo e Mtv8, battendo il precedente record stabilito nel 2006 sempre a Valencia (8.850.000 spettatori medi su Italia 1). Nel caso della gara del 2015, il record è dato dalla somma dei dati dei singoli canali, appunto MTV 8, Cielo e Sky Sport, mentre il record precedente è dato dal risultato della sola Italia 1.
Per il tennis, il record è stato registrato il 19 novembre 2023, in occasione della finale delle ATP Finals 2023 tra Novak Đoković e Jannik Sinner, che ha totalizzato 6.686.000 telespettatori, pari al 35,80% su Rai 1 e Sky Sport. 
In ambito ciclistico, la tappa Briançon-Courchevel del Tour de France 2000 registrò il record di 6.046.000 telespettatori, pari al 54,15% su Rai 3.
Tra i grandi eventi mediatici, grande attenzione ottenne l'elezione di Papa Francesco il 13 marzo 2013, con oltre 20 milioni di persone davanti al piccolo schermo. Per la precisione, tra le 19:08, momento della fumata bianca, e le 20:32, al termine del primo discorso del nuovo Pontefice, circa 25 milioni di spettatori erano sintonizzate sulle reti Rai, Mediaset, La 7, TV2000, Sky e RTL 102.5 collegate con Piazza San Pietro.
Dati simili si sono registrati per l'elezione di Papa Leone XIV .
L'evento mediatico record di ascolti è stata la maratona televisiva dedicata all’incidente di Vermicino, nel giugno 1981, in cui un bambino di sei anni, Alfredino Rampi, cadde in un pozzo artesiano nell’omonima località a pochi chilometri da Roma. La lunga diretta RAI, durata 18 ore, toccò punte di ascolto da 30.000.000 di telespettatori.

### Le reti

#### Dati del 2023
Secondo i dati Auditel di gennaio 2024, Rai 1 risulta la rete più seguita nell'intera giornata con il 18,55% di share a fronte del 18,09% di Canale 5, e in prime-time (20:30-22:30), la fascia oraria più importante con maggiore ascolto, con il 21,85% contro il 17,06% dell'ammiraglia Mediaset. Rai 1 primeggia anche in tutte le altre fasce orarie tranne in prima mattinata (07:00-09:00), nel pomeriggio (12:00-18:00) e in seconda serata (22:30-25:59), dove cede lo scettro a Canale 5. Nelle 24 ore Rai 3 è la terza rete più vista con il 6,79%, seguita da Rai 2 (4,85%), Italia 1 (4,79%), Rete 4 (3,78%), LA7 (3,52%), TV8 (2,43%) e Nove (2,20%). In prima serata è Italia 1 a seguire le ammiraglie Rai e Mediaset con il 6,27%, seguono Rai 3 (5,76%), LA7 (5,22%), Rete 4 (4,11%), Rai 2 (4,09%), Nove (3,09%) e TV8 (2,28%). Se consideriamo il dato aggregato di tutte le altre tv trasmesse via digitale terrestre e satellite, queste si dividono in una fascia di share sull'intera giornata del 35,00% e in prima serata del 30,27%.
Nella piattaforma satellitare i gruppi preferiti sono Warner Bros. Discovery Italia (9,05% nelle 24 ore), Sky Italia (7,05%) e Paramount Global Italy (0,45%).
Sulla piattaforma digitale terrestre gli altri canali del gruppo Rai ottengono il 6,52% di share, mentre gli altri canali del gruppo Mediaset l'11,35%; Rai 4 risulta il canale più seguito con l'1,41%, seguiti da Iris (1,40%) e Top Crime (1,40%), Rai Premium (1,36%), Twentyseven (1,33%), La5 (1,15%), Mediaset Extra (1,14%), Rai Movie (1,10%), Cine34 (1,07%), 20 (1,02%), Focus (0,93%), Rai Yoyo (0,69%), Rai Sport (0,60%) ed altri canali.
Fra gli altri gruppi si distinguono i canali Real Time (1,58%), Dmax (1,03%), TV2000 (0,99%), Cielo (0,95%), Giallo (0,90%) e Food Network (0,67%).
Fra i canali televisivi all-news si distinguono: Sky TG24 (0,58%), Rai News 24 (0,51%) e TGcom24 (0,45%).

#### Evoluzione storica
Proprio i canali tematici attivi sulle piattaforme digitali risultano in forte ascesa negli ultimi anni e continuano ad erodere pubblico alle televisioni generaliste. Mentre nel 1997 Rai e Mediaset raggiungevano assieme quasi il 90% della platea televisiva (l'89,76% per la precisione), nell'anno 2008 le sei reti generaliste arrivavano poco oltre l'80% (80,91%), mentre nel mese di gennaio 2014 raggiungevano solo il 57,64% e nel mese di gennaio 2024 il 56,85%.
I due principali gruppi generalisti riescono a recuperare quote di share grazie ai canali tematici: la Rai grazie ad essi raggiunge il 36,71%; Mediaset raggiunge il 38,01%, che insieme formano il 74,72% di share (con LA7, TV8 e Nove il dato sale al 82,87%)
Imponente è stato, in particolare, il balzo dei canali satellitari, passati dall'1,95% del marzo 2002 (primo mese in cui sono disponibili i dati delle altre tv scorporati tra terrestri e, appunto, satellitari), all'8,23% dell'aprile 2007 (in cui sono disponibili gli ascolti di gran parte delle singole emittenti satellitari), hanno raggiunto un picco dell'11,06% nell'agosto 2009.
L'indebolimento delle reti generaliste a favore di quelle tematiche è confermato dai dati provenienti dalle prime regioni in cui è stato spento il segnale analogico, in anticipo sul resto del Paese:
- Sardegna: nel primo semestre del 2009, nelle 24 ore, le sei reti Rai e Mediaset coprono insieme il 74,16% di share (con La 7 il dato sale al 76,01%) a fronte del 77,09% (79,57% con La 7) del primo semestre del 2008, prima dello switch-off compiuto nel mese di ottobre 2008. Nel mese di gennaio 2010, inoltre, lo share delle reti generaliste nell'isola è ulteriormente calato al 71,80% (73,34% con La 7).
- Lazio: nel mese di gennaio 2010, le sei reti principali ottengono il 67,64% (69,99% con La 7) mentre nel gennaio 2009 erano al 75,13% (78,51%).
- Campania: nel mese di gennaio 2010, le sei reti principali ottengono il 67,68% (68,40% con La 7) mentre nel gennaio 2009 erano al 79,60% (81,18%).

In data 23 aprile 2024 l’assemblea dei soci di Auditel ha eletto Lorenzo Sassoli de Bianchi nuovo presidente della società. Il numero uno di Valsoia e presidente uscente di UPA succede al dimissionario Andrea Imperiali di Francavilla.